# John Wilmot

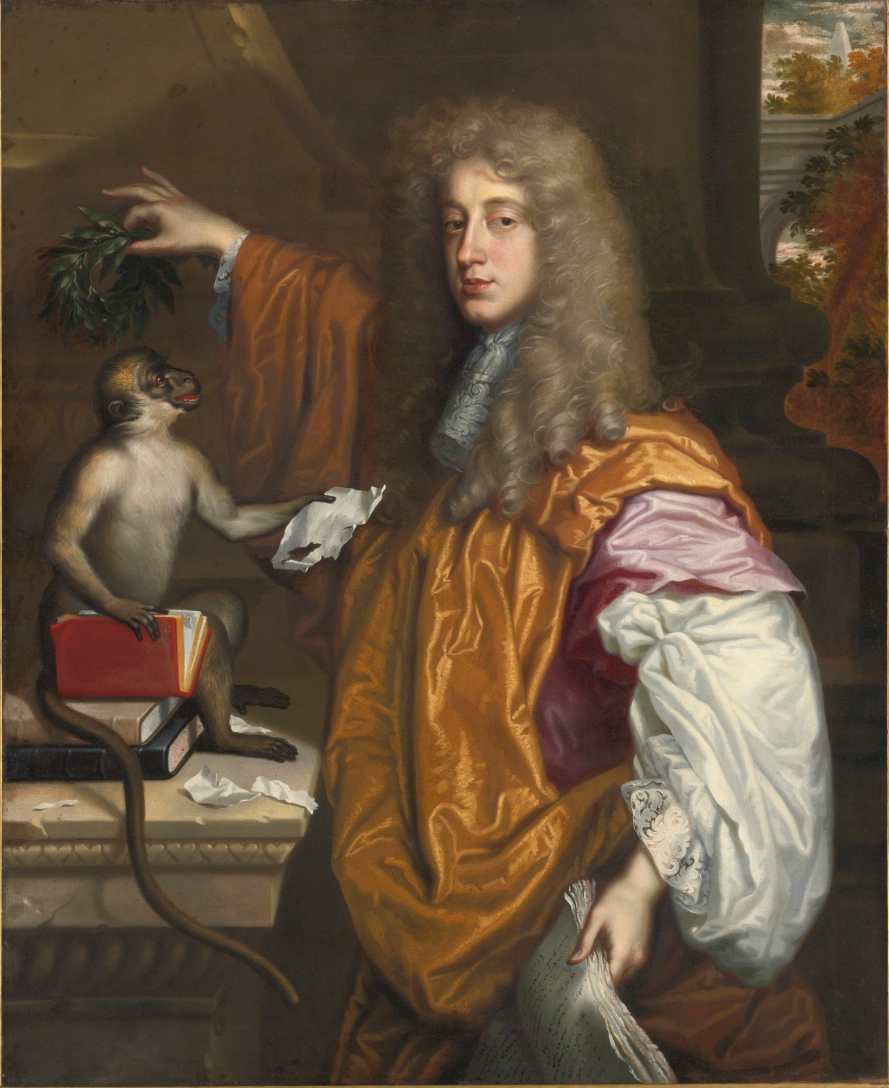
John Wilmot (c. 1665-1670), según retrato de Jacob Huysmans.

John Wilmot, segundo Conde de Rochester (Oxfordshire, Inglaterra, 1 de abril de 1647 - 26 de julio de 1680) fue un poeta y escritor libertino inglés.

## Vida
Su madre fue partidaria de los parlamentarios en el curso de la primera revolución inglesa e inclinada a un cierto puritanismo; su padre, Henry Wilmot, realista de origen angloirlandés y notorio alcohólico, había sido nombrado Conde de Rochester en 1652 como recompensa a sus servicios militares a Carlos II de Inglaterra durante el exilio de este a causa de Oliver Cromwell. El hijo se matriculó a los 12 años en el Wadham College de Oxford, donde dos años después recibió el grado de Maestro en Artes gracias a su tío Edward Hyde, Conde de Clarendon y canciller de la escuela; viajó después extensamente por Francia e Italia. En 1667 se casó con la rica heredera Elizabeth Malet, de la que tuvo seis hijos, aunque tuvo numerosas y numerosos amantes, entre ellas la actriz Elizabeth Barry. Discípulo nihilista de Thomas Hobbes y de libertinos franceses como Théophile de Viau o Claude Le Petit, seguidores modernos de Epicuro, llevó una vida de aventuras galantes con uno u otro sexo en la senda de un hedonismo descreído, como un Conde de Villamediana. Amigo del Rey Carlos II de Inglaterra, en una pintura coronó de laurel a su mono para significar la tonta vanidad humana. Escribió que sus únicos principios eran "el violento amor por el placer" y su "buena disposición para el gozo extravagante". 
Murió de sífilis, alcoholismo y depresión, pero solo (y según sus biógrafos piadosos) aceptó a un pastor en sus últimos momentos. Por eso dijo Horace Walpole que debía "estar quemándose en el Paraíso". Graham Greene escribió su biografía, Lord Rochester's monkey (El mono del conde de Rochester), publicada en 1974, en inglés. Su importante poesía, que solo fue publicada tras su muerte, aunque tuvo bastante difusión manuscrita, aún no ha sido traducida al castellano. Bern Dietz ha dedicado a este escritor un estudio en castellano. Se le atribuye el primer opúsculo pornográfico de la literatura inglesa, Sodom, or the Quintessence of Debauchery, redactado a mediados de 1670, pero publicado, perseguido por obscenidad y quemado también tras su muerte. El libro se centra en la decisión hecha por un lujurioso rey de "establecer la libertad de la nación" permitiendo que la "sodomía" fuera usada "en todo su territorio" y luego detalla las consecuencias calamitosas. Solo se conoce un ejemplar de esta obra. 
Como poeta se muestra seguidor del metafísico John Donne. Daniel Defoe le citaba a menudo y Voltaire apreciaba sus sátiras por la "energía y fuego" que contenían y tradujo algunas en francés. Goethe citó a veces a Rochester y William Hazlitt estimó el brillo diamantino de sus versos, y apercibió que «su desprecio por todo lo que los otros respetan tenía algo de sublime".
Entre sus poemas de amor destacan Absent from thee I languish, The Platonic Lady, A Woman's Honour, An age in her Embraces passed, I cannot change as others do, To this moment a rebel, All my past life, Ancient person from whom I y Give me leave to rail at you. Entre los satíricos, The Imperfect Enjoyment, Quoth the Duchess, A Satyre on Charles II, A Satire against Mankind, Signior Dildo, By all Love's Soft, The Disabled Debauchee. también tradujo un fragmento de Séneca.

## En el cine
El dramaturgo Stephen Jeffreys escribió en 1994 una obra sobre su vida que se adaptó para la película "El Libertino" (The Libertine), estrenada en 2004 durante el Festival de Cine de Toronto y distribuida al año siguiente en Gran Bretaña; en ella aparece Johnny Depp como Rochester.[cita requerida]
- Datos: Q358912
- Multimedia: John Wilmot / Q358912
- Citas célebres: John Wilmot